# Ансат
Ансат је лаки вишенаменски двомоторни хеликоптер који производи Казањски хеликоптерски завод у Руској Федерацији, у Татарстану.

## Историја и развој
Након распада СССР, Управа фабрике Казањска фабрика хеликоптера, донела је одлуку, 1993, да у сарадњи са Државним институтом из истога града започне развој и производњу лаког хеликоптера који ће заменити дотрајали Ми-2, који је до осамдесетих израђиван у НР Пољској. Након ове одлуке основан је конструкциони тим који је до 1998. израдио прототип. Први лет Ансата је успешно обављен 17. августа 1999. Ансат је хеликоптер погоњен са два гаснотурбинска мотора PW207K канадске производње. Ансат може да укрца до 10 путника или 1000 кг терета. Основна варијанта Ансата садржи 6,7 кубних метара простора у унутрашњости кабине. За лаку класу хеликоптера ово је пространо, мада, треба имати у виду да руска категорија „лаких“ хеликоптера није у равни са западним. Ансат има четвороструки електрични систем команди лета авиона, односно fly-by-wire, која такође није стандардна за лаку класу хеликоптера на Западу. Руско министарство одбране је септембра 2001. године је донело одлуку да опреми хеликоптерске пилотске-школе Ансатом, тако је израђена верзија Ансат –У школски, који уместо скија на стајном трапу има точкове, док су врата код ове верзије дводелна и отварају се нагоре и надоле. Овај прототип је успешно полетео 2004, а летна испитивања су завршена 2008. Прве серије од 20 Ансата –У испоручене су Центрима за обуку пилота хеликоптера 2010. године.
Први страни купац Ансата је била Јужна Кореја која је 2004. године купила ове хеликоптере за потребе свог Министарства шумарства. Казањски хеликоптерски завод има у својој понуди више варијанти Ансата, путничкој, санитетској, ВИП, за службу спасавања и трагања (СТС), као и противпожарној.

### Ансат 2РЦ
Казањски хеликоптерски завод је израдио 2005. године прототип Ансат 2РЦ, лаки извиђачки-борбени хеликоптер, који има тандем седишта, наоружан је са четири ракете ваздух-ваздух типа игла, митраљезом 12,7 мм, невођеним ракетним зрнима 57 мм, а по наруџбини могу да буду уграђени ласерски даљиномер, ИЦ и ТВ сензор (ГОЕС-521). Ансат 2РЦ конструктивно је готово истоветан са основном верзијом јер имају 90 одсто исте делове, мада се по изгледу доста разликују. Стручњаци из Казањског завода су се на овај корак одлучили како би искористили постојећу платформу, а војним ваздухопловствима из држава нижег економског нивоа понудиле јефтинију варијанту лаког борбеног хеликоптера које не могу да приуште Ми-24/35 и Ми-28 или још скупље западне борбене варијанте.

## Техничке карактеристике
| Параметри                       | SA 341                                  |
| Мотор                           | 2 x Pratt&Whitney PW207K                |
| Снага                           | 470                                     |
| Пречник главног ротора          | 11,50                                   |
| Дужина трупа                    | 11,28                                   |
| Укупна дужина                   | 13,63                                   |
| Висина                          | 3,75                                    |
| Маса празног                    | 1.900                                   |
| Максимална полетна маса         | 3.600                                   |
| Максимална брзина на нивоу мора | 285                                     |
| Брзина крстарења                | 250                                     |
| Плафон лета                     | 5 000                                   |
| Долет                           | 540                                     |
| Носивост                        | 1 или 2 пилота + 7 до 10 особе или 1000 |
| Прво полетање                   | 17. августа 1999.                       |

## Корисници
- Русија
- Република Српска (2 апарата купљена 2021)[2]